# うず巻
うず巻（うずまき）は、静岡県湖西市（旧新居町）で作られている和菓子である。

## 概要
製法は小麦粉・黒砂糖・重曹・水を混ぜ合わせた生地を鉄板でクレープ状に焼き上げ、名前の通りにうずまき状に巻いた物である。当初は生地のみを巻いたものであったが、小倉餡を巻いた物も作られている。かつてはカスタードクリーム、クリームチーズを巻いた物も販売されていたが、製造していた菓子店の廃業により製造中止となっている。形状はあんまきやかすまきに似ているが、風味は（原材料がほぼ同じである事から）茶饅頭や（奥浜名湖の）味噌饅頭、薄皮饅頭の皮に似ている。
歴史は比較的新しく、第二次世界大戦時、香港に出征して復員した人が製法を新居町に持ち帰ったのが始まりといわれる。そのため、製法は沖縄県のちんびん等によく似通っている。
かつては複数の菓子店が製造していたが、現在製造しているのは「卯月園」のみとなっている。同店の製品は、周辺のスーパーマーケットや浜名湖競艇場の売店等でも購入できる。